# Mount Curry
Mount Curry (spanisch Monte Curry) ist ein 551 m hoher Schichtvulkan und die höchste Erhebung von Zavodovski Island im Archipel der Südlichen Sandwichinseln im Südatlantik. Er ragt westlich der Asphyxia Plain auf.
Argentinische Wissenschaftler benannten ihn 1958 nach einem argentinischen Seemann, der am 1. März 1826 in der Seeschlacht bei Colonia del Sacramento ums Leben gekommen war. Das UK Antarctic Place-Names Committee benannte ihn 1974 als Mount Asphyxia nach den permanent austretenden Vulkangasen, entschied sich dann allerdings ein Jahr später zu einer Übertragung der argentinischen Benennung ins Englische.